# Włochy
Włochy är ett distrikt i sydvästra Warszawa. Włochy hade 39 929 invånare år 2010.

## Stadsdelar

Włochys stadsdelar.

Włochy har elva stadsdelar.
- Nowe Włochy
- Stare Włochy
- Wiktoryn
- Raków
- Salomea
- Okęcie
- Zbarż
- Gorzkiewki
- Paluch
- Załuski
- Opacz Wielka